# Borgarfjörður (Gemeinde)
Die Landgemeinde Borgarfjörður (isländisch: Borgarfjarðarhreppur) liegt im Osten Islands in der Region Austurland am Fjord Borgarfjörður eystri.  Sie gehört mit drei weiteren Gemeinden zur neu gebildeten Gemeinde Múlaþing.
Zuletzt hatte die Gemeinde 109 Einwohner. Der Hauptort Bakkagerði (wie der Fjord ebenfalls Borgarfjörður eystri genannt) hatte 99 Einwohner.

## Geschichte
1972 wurde die Landgemeinde Loðmundarfjörður (Loðmundarfjarðarhreppur) eingegliedert.
Am 26. Oktober 2019 fand eine Abstimmung zum Zusammenschluss mit 3 weiteren Gemeinden statt.
Die neue Gemeinde wird Múlaþing heißen.

## Geographie und Verkehr

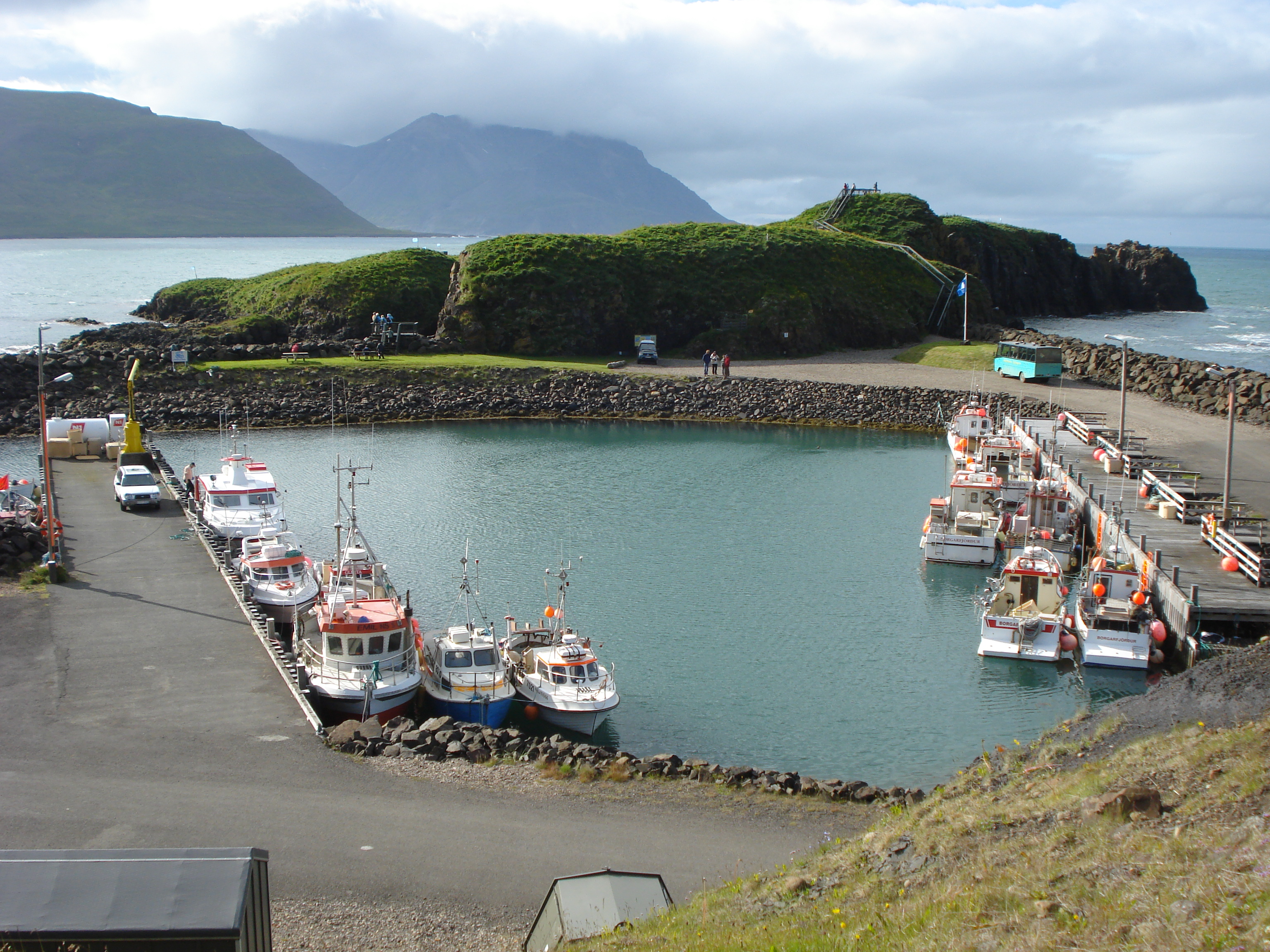
Hafen von Bakkagerði

Im Westen schließt sich die Gemeinde Fljótsdalshérað, im Süden die Stadtgemeinde Seyðisfjörður an.
Auf dem Gemeindegebiet von Borgarfjörður liegen die Dyrfjöll sowie der Berg Hvítserkur. Die Gegend ist das zweitgrößte Rhyolithgebiet Islands.
Der Hauptort der Gemeinde, Bakkagerði, in dem die Kirche sowie Gebäude aus Torf sehenswert sind, verfügt über einen Hafen. Über eine Straße nach Süden erreicht man den verlassenen Ort Húsavík und den Loðmundarfjörður. Werktags besteht eine Busverbindung über den Borgarfjarðarvegur  nach Egilsstaðir.
Der Flugplatz Borgarfjörður liegt bei Bakkagerði.

## Einwohnerentwicklung

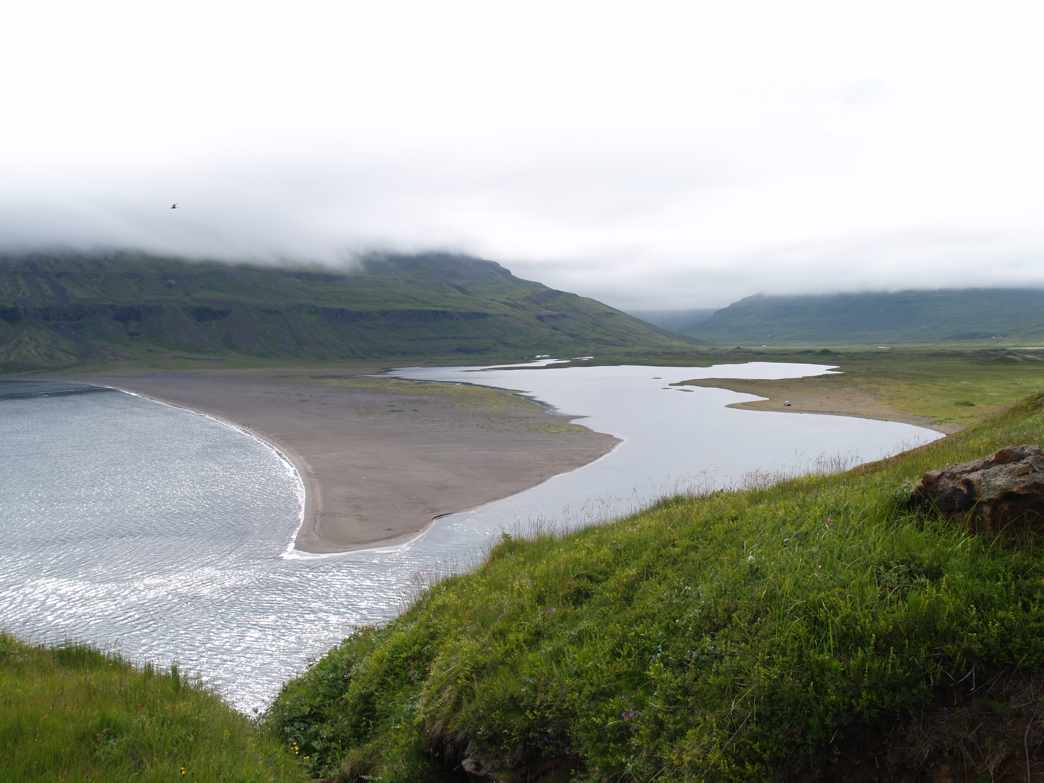
Loðmundarfjörður

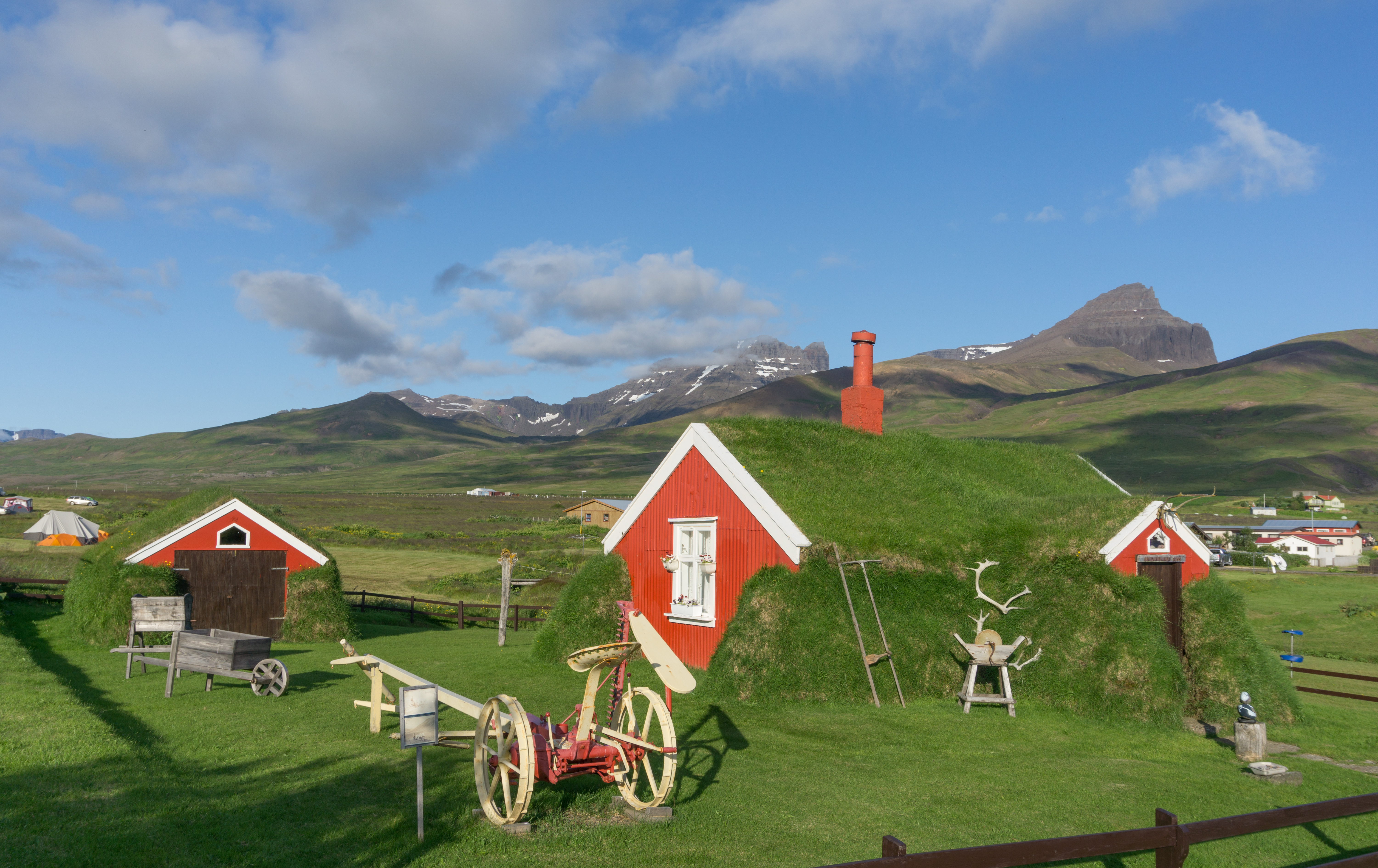
Torfgebäude in Bakkagerði

Nach jahrelangem Bevölkerungsrückgang ist, wie in vielen Gemeinden Islands, wieder eine Stabilisierung bzw. sogar Zunahme der Bevölkerungszahl zu verzeichnen.
| Datum         | Einwohner |
| ------------- | --------- |
| 1. Dez. 1997: | 152       |
| 1. Dez. 2003: | 140       |
| 1. Dez. 2004: | 137       |
| 1. Dez. 2005: | 146       |
| 1. Dez. 2006: | 146       |